# Tẩy uế
Tẩy uế, tiếng Pháp: désinfection, là một hoạt động nhằm loại bỏ tạm thời hay tiêu diệt một số loại vi khuẩn, để ngăn chặn và ngăn ngừa nhiễm trùng hoặc các nguy cơ lây nhiễm hay bội nhiễm bởi các vi sinh vật, virus gây bệnh.
Tẩy uế liên quan đến việc loại bỏ hoặc giết chết các vi sinh vật hoặc bất hoạt virus gây bệnh truyền thống hay các vật liệu bị ô nhiễm bằng cách thay đổi cấu trúc, ức chế sự chuyển hóa một số chức năng quan trọng của chúng.
Trong y tế, đối tượng của tẩy uế là các chất bài tiết (như phân, đờm, mủ của người bệnh) và cá yếu tố hoàn cảnh bị ô uế (như nước, không khí, thức ăn, đồ dùng), nên nhiệm vụ của tẩy uế là phá thể cơ thể truyền nhiễm. Bởi vậy, công tác tẩy uế có giá trị trong công tác phòng chống dịch bệnh, tuy nhiên đây không phải là phương pháp duy nhất.